# اوپل المپیا ریکورد پی۱

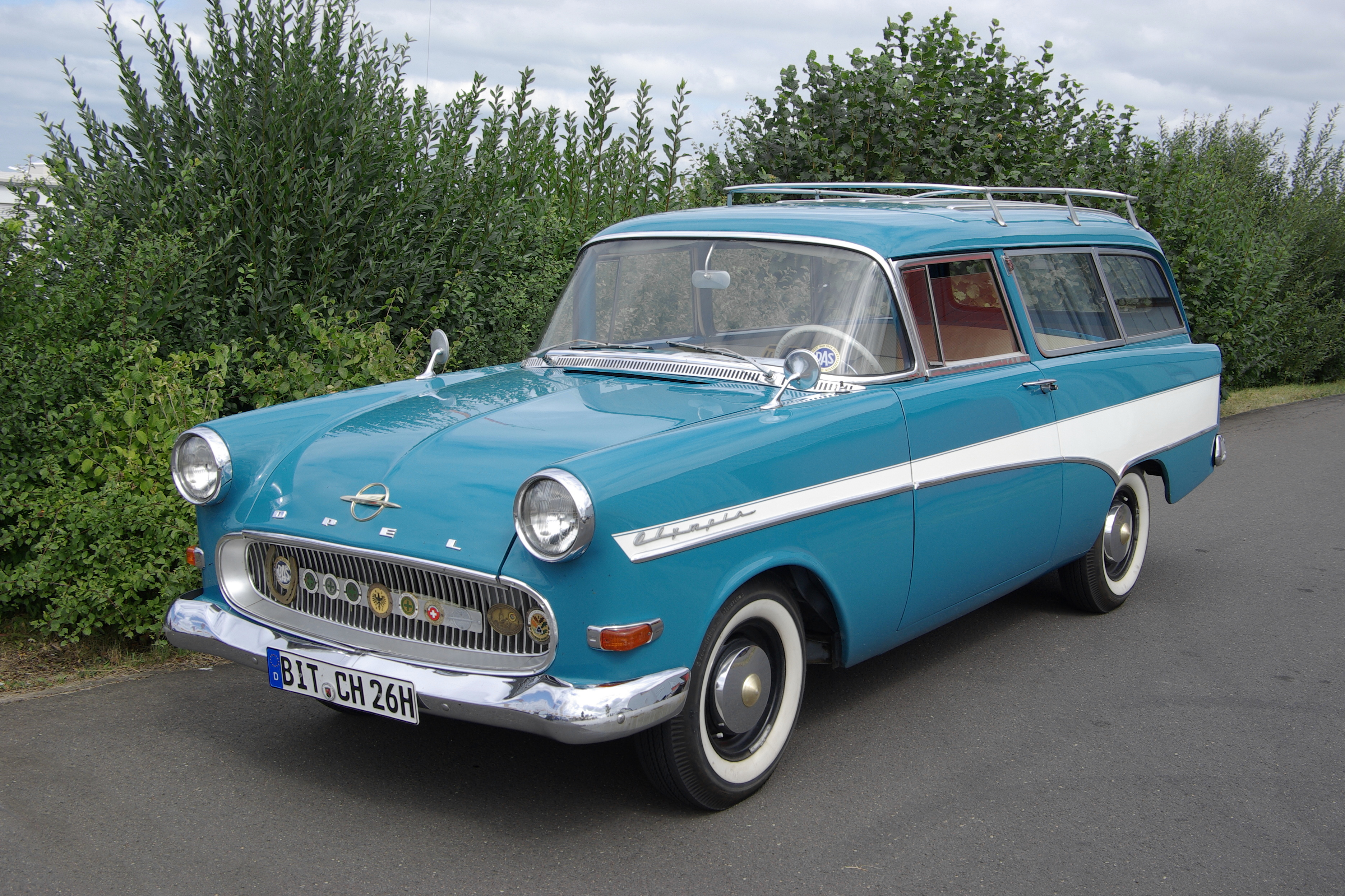
نوع استیشن واگن

اوپل المپیا ریکورد پی۱ از انواع خودرو خانواده بود که در سال ۱۹۵۷ توسط شرکت اوپل به بازار معرفی گردید. این مدل در انواع استیشن واگن، سدان و ون تولید شد.